# USS South Dakota (BB-57)
USS South Dakota (BB-57) là một thiết giáp hạm được Hải quân Hoa Kỳ đưa ra hoạt động từ năm 1942 đến năm 1947. Là chiếc dẫn đầu trong lớp của nó, South Dakota là tàu chiến thứ ba của Hải quân Mỹ mang cái tên này nhằm tôn vinh tiểu bang thứ 40 của Hoa Kỳ. Trong Chiến tranh Thế giới lần thứ hai, chiếc thiết giáp hạm hoạt động chủ yếu tại Mặt trận Thái Bình Dương, và đã được tặng thưởng 13 Ngôi sao Chiến đấu. Nó được cho ngừng hoạt động không lâu sau khi chiến tranh kết thúc, và được bán để tháo dỡ vào năm 1962.

## Thiết kế và chế tạo
South Dakota được đặt lườn vào ngày 5 tháng 7 năm 1939 bởi hãng tàu New York Shipbuilding Corporation tại Camden, New Jersey. Nó được hạ thủy vào ngày 7 tháng 6 năm 1941, được đỡ đầu bởi Bà Harlan J. Bushfield, Phu nhân Thống đốc tiểu bang Nam Dakota; và được đưa ra hoạt động vào ngày 20 tháng 3 năm 1942 dưới quyền chỉ huy của Thuyền trưởng, Đại tá hải quân Thomas L. Gatch.
Sau khi được trang bị tại xưởng hải quân Philadelphia, Pennsylvania, South Dakota thực hiện chuyến đi chạy thử máy và huấn luyện từ ngày 3 tháng 6 đến ngày 26 tháng 7 năm 1942.

## Lịch sử hoạt động

### Hạm đội Thái Bình Dương
South Dakota rời Xưởng hải quân Philadelphia vào ngày 16 tháng 8 năm 1942 hướng đến Panama. Chiếc thiết giáp hạm đi qua kênh đào Panama vào ngày 21 tháng 8 và thẳng hướng đến quần đảo Tonga, đi đến Nukuʻalofa, Tonga, vào ngày 4 tháng 9. Hai ngày sau, nó đụng phải một dãi san hô ngầm không được vẽ trên bản đồ tại eo biển Lahai và bị hỏng đáng kể lườn tàu, vì vậy vào ngày 12 tháng 9 nó bị buộc phải quay về xưởng hải quân Trân Châu Cảng để sửa chữa.
South Dakota lại sẵn sàng vào ngày 12 tháng 10 năm 1942 và bắt đầu hoạt động huấn luyện cùng Lực lượng Đặc nhiệm TF 16, vốn được xây dựng chung quanh chiếc tàu sân bay Enterprise. Lực lượng Đặc nhiệm rời Trân Châu Cảng vào ngày 16 tháng 10 để phối hợp với Lực lượng Đặc nhiệm TF 17, vốn được tập trung chung quanh chiếc tàu sân bay Hornet và đang hoạt động tại khu vực Đông Bắc Espiritu Santo. Cuộc gặp gỡ diễn ra vào ngày 24 tháng 10; và giờ đây lực lượng phối hợp này, dưới tên gọi mới là Lực lượng Đặc nhiệm TF 61 thuộc quyền chỉ huy của Chuẩn Đô đốc T.C. Kinkaid, thực hiện một cuộc càn quét tại khu vực quần đảo Santa Cruz rồi di chuyển về hướng Tây Nam nhằm ngăn chặn mọi lực lượng Nhật Bản tiến đến Guadalcanal.
Những máy bay tuần tra ném bom PBY "Catalina" đã trông thấy một lực lượng tàu sân bay Nhật vào giữa trưa ngày 25 tháng 10, và Lực lượng Đặc nhiệm TF 61 hướng về phía Tây Bắc để đánh chặn. Sáng sớm ngày hôm sau, khi các lực lượng đối địch đang ở trong tầm tấn công, một máy bay trinh sát Nhật phát hiện lực lượng Mỹ và Trận chiến quần đảo Santa Cruz mở màn. South Dakota và nhóm Enterprise ở cách nhóm Hornet khoảng 18 km (10 hải lý) khi trận không chiến xảy ra.
Đợt tấn công đầu tiên của đối phương tập trung vào Hornet. Lúc 10 giờ 45 phút, South Dakota hoạt động gần chiếc Enterprise để cung cấp hỏa lực bảo vệ từ số lượng lớn súng phòng không của nó khi nhóm này bị máy bay ném bom bổ nhào tấn công. Khoảng một giờ sau, có chừng 40 máy bay phóng ngư lôi tấn công hai chiếc tàu chiến. Một đợt tấn công thứ ba, bao gồm cả máy bay ném bom bổ nhào và máy bay phóng ngư lôi, tiếp nối vào lúc 12 giờ 30 phút. South Dakota trúng phải một quả bom 225 kg (500 lb) bên trên tháp pháo số 1. Khi hoạt động tác chiến kết thúc lúc chiều tối, lực lượng Mỹ rút lui về phía Nouméa, New Caledonia, khi chiếc thiết giáp hạm được ghi nhận bắn rơi 26 máy bay đối phương.

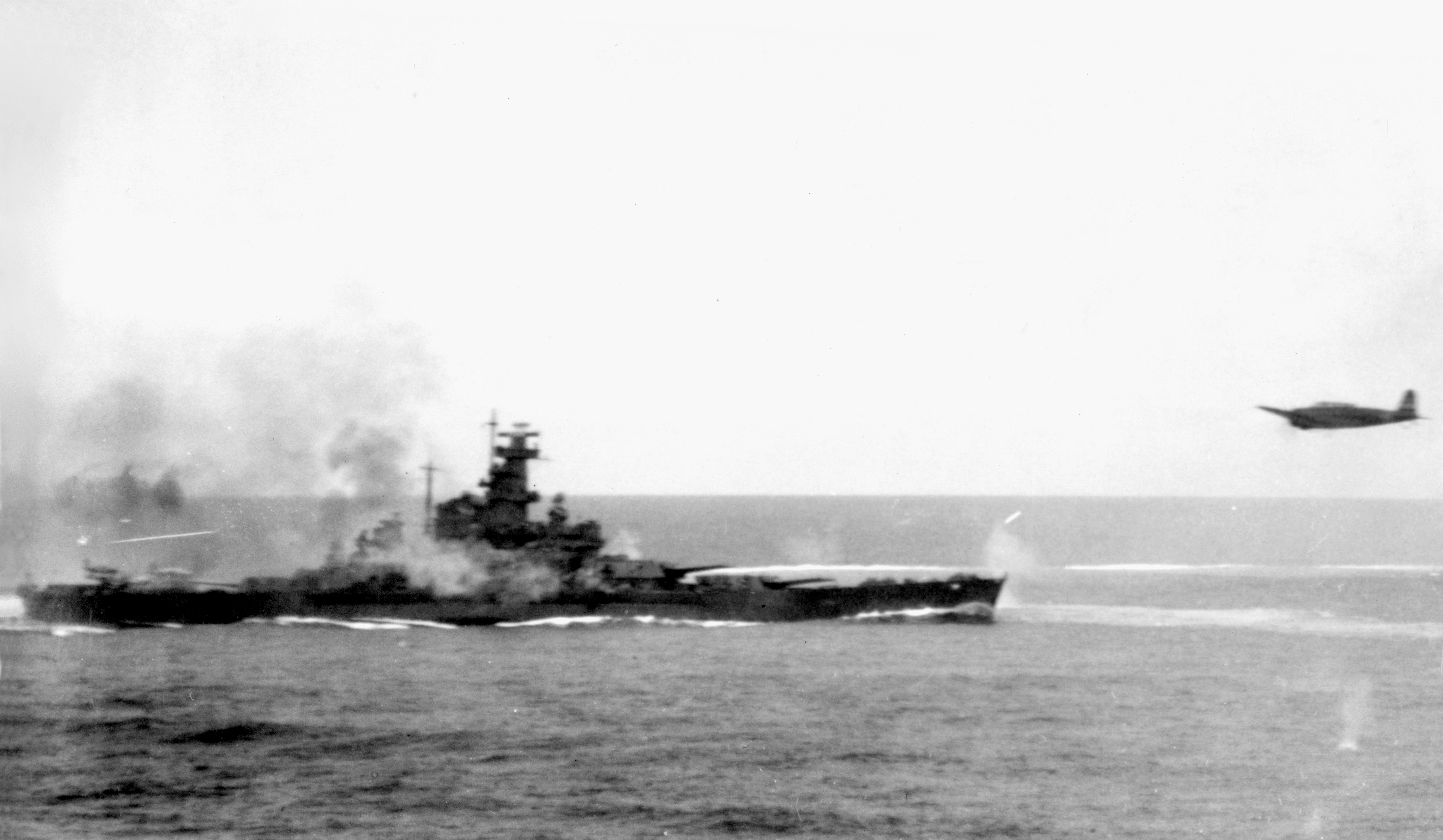
South Dakota đang tự vệ chống trả máy bay Nhật trong Trận chiến quần đảo Santa Cruz.

Lúc 04 giờ 14 phút ngày 30 tháng 10, trong khi cơ động để lẩn tránh tàu ngầm đối phương, South Dakota va chạm cùng tàu khu trục Mahan gây hư hại cho cả hai. Mũi chiếc Mahan bị uốn cong sang mạn trái, hư hỏng khoang 14 và phát sinh một đám cháy phía trước tàu nhưng được dập tắt nhanh chóng. Cả hai chiếc tàu tiếp tục đi đến Nouméa, nơi chiếc tàu sửa chữa Vestal tiến hành phục hồi các hư hỏng của South Dakota do tai nạn và trong chiến đấu.
Vào ngày 11 tháng 11 năm 1942, South Dakota, trong thành phần của Lực lượng Đặc nhiệm TF 16, khởi hành rời Nouméa hướng đến Guadalcanal. Sau khi trận Hải chiến Guadalcanal bắt đầu vào ngày 13 tháng 11 khiến hầu hết các tàu tuần dương Đồng Minh trong khu vực bị mất hoặc hư hỏng, nó hợp cùng thiết giáp hạm Washington, các tàu khu trục Preston, Walke, Benham và Gwin để hình thành Lực lượng Đặc nhiệm TF 64 dưới quyền chỉ huy của Chuẩn Đô đốc W. A. Lee đến tăng cường tại khu vực này. Chiều tối ngày hôm sau lúc 23 giờ 30 phút, lực lượng này đang hoạt động cách Guadalcanal 90 km (50 hải lý) về hướng Tây Nam khi Lee được tin một đoàn tàu vận tải Nhật Bản sẽ di chuyển qua eo biển ngoài khơi Savo trong khoảng giữa 00 giờ 30 phút và 02 giờ 30 phút. Đó chính là đội đặc nhiệm của Đô đốc Nobutake Kondo có nhiệm vụ tiêu diệt sân bay Henderson trên đảo Gudalcanal và đưa một lực lượng tăng cường cùng hàng tiếp liệu cho quân Nhật trên đảo này.
Vào ngày 14 tháng 11, lực lượng của Đô đốc Kondo được tách làm ba nhóm: nhóm bắn phá bao gồm thiết giáp hạm Kirishima, các tàu tuần dương hạng nặng Takao và Atago và hai tàu khu trục hộ tống; nhóm hỗ trợ gần bao gồm tàu tuần dương Nagara và sáu tàu khu trục; và nhóm hỗ trợ xa bao gồm tàu tuần dương Sendai và ba tàu khu trục ở giữa các nhóm khác. Ánh trăng thượng tuần cho phép có tầm nhìn tốt, và ba tàu chiến đối phương được nhìn thấy từ cầu tàu South Dakota ở khoảng cách 16,6 km (18.100 yard). Washington nổ súng vào chiếc dẫn đầu, cho rằng nó là một thiết giáp hạm hay một tàu tuần dương hạng nặng; South Dakota tiếp nối một phút sau đó khi khai hỏa vào con tàu gần nó nhất. Cả hai loạt pháo đều trúng đích và gây phát hỏa trên mục tiêu. Sau đó South Dakota bắn vào một mục tiêu khác và tiếp tục cho đến khi nó biến mất khỏi màn hình radar. Tháp pháo số 3 nổ súng vào một mục tiêu khác và tiếp tục cho đến khi được cho là đã chìm. Dàn hỏa lực hạng hai nhắm vào tám chiếc tàu khu trục gần bờ đảo Savo.
Một khoảnh khắc tạm lắng ngắn ngủi trước khi màn hình radar cho thấy bốn tàu chiến đối phương vừa ló ra khỏi bờ trái đảo Savo và tiến đến gần bên mạn trái ở khoảng cách 5,3 km (5.800 yard). Đèn pha trên chiếc tàu chiến đối phương thứ hai chiếu sáng rõ ràng South Dakota. Washington khai hỏa dàn pháo chính của nó vào chiếc tàu chiến Nhật dẫn đầu, cũng là chiếc lớn nhất; trong khi dàn pháo hạng hai của South Dakota bắn hỏng đèn pha tàu chiến đối phương và nó hướng dàn pháo chính nhắm vào tàu chiến thứ ba, tin rằng là một tàu tuần dương, và nó nhanh chóng ngập trong khói. Lúc 23 giờ 50, một hỏng hóc trong bảng điện của phòng động cơ khiến cho South Dakota bị mất điện toàn bộ: không có radar, không thông tin vô tuyến liên lạc, và hầu hết các tháp pháo không thể hoạt động. South Dakota, ở gần đối phương nhất, chịu đựng hỏa lực của ít nhất ba tàu chiến đối phương, bị bắn trúng 42 phát và gây một số hư hại đáng kể. Hệ thống liên lạc vô tuyến hư hỏng; màn hình radar không hoạt động; ba radar điều khiển hỏa lực bị hỏng; một đám cháy trên cột buồm chính; và nó bị mất liên lạc cùng Washington. Có 39 người tử trận và 59 người bị thương trong số thành viên thủy thủ đoàn. Vì không còn bị hỏa lực đối phương nhắm tới và không còn mục tiêu nào, South Dakota rút lui, gặp lại Washington tại điểm hẹn đã được ấn định trước; rồi cùng đi đến Nouméa. Trong số các tàu khu trục Mỹ chỉ có Gwin quay về cảng; ba chiếc kia bị hỏng nặng trong trận chiến. Walke và Preston bị đánh chìm. Một phần mũi chiếc Benham bị thổi tung do một quả ngư lôi, và trên đường quay về Nouméa cùng với chiếc Gwin bị hư hại theo hộ tống, nó bị buộc phải bỏ lại và bị Gwin đánh chìm bằng hải pháo. Bên phía Nhật Bản, Takao và Atago bị bắn trúng và hư hại; Kirishima và chiếc tàu khu trục Ayanami bị hỏng nặng do hải pháo và bị buộc phải bỏ lại và đánh đắm.

### Đại Tây Dương

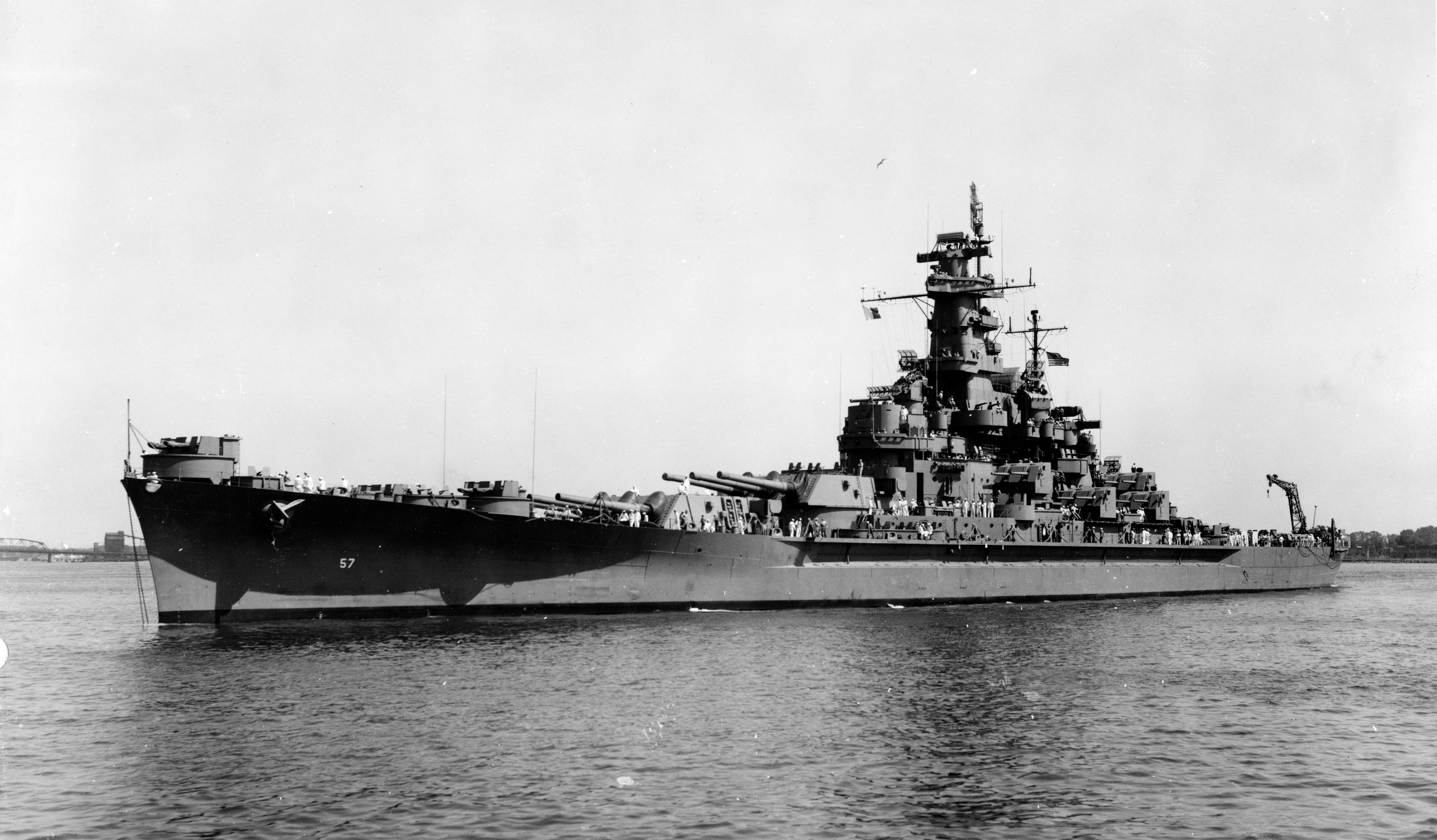
South Dakota tại xưởng hải quân Norfolk vào năm 1943

Tàu sửa chữa Prometheus đã khắc phục tạm thời một số thiệt hại trên chiếc South Dakota ngay tại Nouméa, cho phép chiếc thiết giáp hạm lên đường vào ngày 25 tháng 11 năm 1942 hướng đến Tongatapu rồi sau đó quay về nhà. South Dakota về đến New York ngày 18 tháng 12 để được đại tu và hoàn tất việc sửa chữa các hư hỏng trong chiến đấu. Nó trở ra biển khơi vào ngày 25 tháng 2 năm 1943, và sau khi hoàn tất việc chạy thử máy, đã hoạt động cùng tàu sân bay Ranger trong khu vực Bắc Đại Tây Dương cho đến giữa tháng 4. Sau đó South Dakota hoạt động cùng Hạm đội Nhà Anh Quốc, đặt căn cứ tại Scapa Flow, cho đến ngày 1 tháng 8 khi nó quay trở về Norfolk, Virginia.

### Quay lại Thái Bình Dương
Vào ngày 21 tháng 8 năm 1943, South Dakota rời Norfolk lên đường đi đảo Efate, và đến cảng Havannah vào ngày 14 tháng 9. Nó di chuyển đến Fiji vào ngày 7 tháng 11 và khởi hành từ đây bốn ngày sau đó cùng với các hải đội thiết giáp hạm 8 và 9 để hỗ trợ cho Đội Đặc nhiệm 50.1, một nhóm các tàu sân bay, cho Chiến dịch Galvanic, cuộc tấn công đổ bộ vào quần đảo Gilbert. Các tàu sân bay đã tung ra các cuộc không kích nhắm vào các đảo san hô Jaluit và Mili thuộc quần đảo Marshall vào ngày 19 tháng 11 để vô hiệu hóa các sân bay đối phương tại đây. Sau đó hạm đội Mỹ hỗ trợ trên không cho cuộc đổ bộ lên các đảo san hô Makin và Tarawa thuộc quần đảo Gilbert.
South Dakota, cùng với năm thiết giáp hạm khác, hình thành nên một đội đặc nhiệm vào ngày 8 tháng 12 để bắn phá đảo Nauru. Một sự phối hợp không kích và nả pháo đã gây hư hại nặng nề các căn cứ và sân bay của đối phương trên bờ. Sau đó, South Dakota rút lui về Efate vào ngày 12 tháng 12 năm 1943 để bảo trì và tiếp đạn. Hoạt động tiếp theo của nó diễn ra vào ngày 29 tháng 1 năm 1944, khi các tàu sân bay tung ra cuộc không kích xuống Roi và Namur thuộc quần đảo Marshall. Ngày hôm sau, chiếc thiết giáp hạm di chuyển vào vị trí bắn pháo xuống các vị trí đối phương tại đây, rồi cùng các tàu sân bay hỗ trợ cho các cuộc đổ bộ lên Kwajalein, Majuro, Roi và Namur.
South Dakota rời quần đảo Marshall vào ngày 12 tháng 2 cùng một lực lượng đặc nhiệm với nhiệm vụ tấn công Truk, căn cứ chủ lực và vững chắc của quân Nhật, trong các ngày 17 và 18 tháng 2. Sáu ngày sau, nó nằm trong thành phần hộ tống cho các tàu sân bay tung ra các đợt không kích đầu tiên xuống quần đảo Mariana. Lực lượng liên tục bị các đợt máy bay đối phương tấn công, và South Dakota đã bắn rơi bốn máy bay Nhật. Nó quay về Majuro từ ngày 26 tháng 2 đến ngày 22 tháng 3, khi chiếc tàu chiến lại lên đường cùng lực lượng tàu sân bay nhanh của Đệ Ngũ hạm đội. Các cuộc không kích được tung ra từ ngày 30 tháng 3 đến ngày 1 tháng 4 xuống các đảo Palau, Yap, Woleai và Ulithi về phía Tây quần đảo Caroline.
South Dakota quay trở về Majuro vào ngày 6 tháng 4, rồi lại khởi hành một tuần sau đó, một lần nữa tháp tùng các tàu sân bay. Vào ngày 21 tháng 4, các cuộc không kích được tung ra nhắm vào Hollandia (nay là Jayapura) thuộc New Guinea, và ngày hôm sau, xuống vịnh Aitape, vịnh Tanahmerah và vịnh Humboldt hỗ trợ cho cuộc đổ bộ của lực lượng Đồng Minh. Trong các ngày 29 và 30 tháng 4, được sự hộ tống của South Dakota, các tàu sân bay quay trở lại Truk ném bom căn cứ này. Ngày hôm sau, chiếc thiết giáp hạm nằm trong lực lượng hỗ trợ hỏa lực tiến hành bắn pháo xuống đảo Ponape trong quần đảo Carolines. Nó quay về Majuro để bảo trì từ ngày 4 đến ngày 5 tháng 6, rồi lại lên đường cùng Lực lượng Đặc nhiệm 58 tham gia Chiến dịch Forager, cuộc đổ bộ lên Saipan và Tinian. Các tàu sân bay bắt đầu tung ra các cuộc không kích vào ngày 11 tháng 6 nhắm vào các vị trí đối phương trên khắp các hòn đảo. Ngày 13 tháng 6, South Dakota cùng sáu thiết giáp hạm khác được cho tách ra khỏi lực lượng tàu sân bay nhanh để tiến hành nả pháo xuống Saipan và Tinian, khi South Dakota tiến hành bắn phá bờ biển Tây Bắc cảng Tanapag, Saipan, trong hơn sáu giờ bằng cả các khẩu pháo hạng nặng lẫn dàn pháo hạng hai của nó.
Chiều tối ngày 15 tháng 6, 12 máy bay tiêm kích và máy bay ném bom đối phương vượt qua được hàng rào tuần tra chiến đấu trên không để tấn công đội đặc nhiệm. South Dakota nhắm vào bốn chiếc trong số chúng và bắn hạ được một, trong khi tất cả 11 chiếc còn lại đều bị bắn hạ bởi các tàu chiến khác. Vào ngày 19 tháng 6, một lần nữa chiếc thiết giáp hạm lại hoạt động cùng các tàu sân bay; khi tin tức tình báo nhận được cho biết một lực lượng hạm đội đối phương mạnh mẽ đang tiến đến từ phía Tây, nên các tàu chiến chủ lực Mỹ được bố trí sao cho có thể tiếp tục hỗ trợ cho lực lượng đổ bộ tại Saipan đồng thời vẫn có thể đánh chặn hạm đội đối phương.
Lúc 10 giờ 12, một nhóm lớn máy bay đối phương hướng đến từ phía Tây xuất hiện trên màn hình radar; và đến 10 giờ 49 phút, một chiếc D4Y "Judy" ném một quả bom 225 kg (500 pound) xuống sàn tàu chính của South Dakota, vụ nổ làm thủng một lỗ lớn, cắt đứt dây điện và ống dẫn, nhưng không gây thiệt hại nghiêm trọng nào khác. Tuy nhiên, tổn thất về nhân mạng khá lớn với 24 người chết và 27 người bị thương. Chiếc thiết giáp hạm tiếp tục chiến đấu suốt ngày hôm đó khi các cuộc không kích tiếp diễn không ngừng. Đây chính là ngày đầu tiên của Trận chiến biển Philippine, vốn còn có tên lóng là "Cuộc săn vịt trời Marianas vĩ đại" do lực lượng Nhật Bản bị bắn rơi hơn 300 máy bay chỉ trong một ngày. Cuộc không chiến còn tiếp tục kéo dài sang ngày hôm sau 20 tháng 6. Khi trận chiến kết thúc, hạm đội Nhật Bản bị đánh bại nặng nề không còn là mối đe dọa cho lực lượng Mỹ đang chinh phục Marianas. Đội đặc nhiệm quay trở về Ulithi vào ngày 27 tháng 6, và South Dakota tiếp tục hành trình ngang qua Trân Châu Cảng để quay về bờ Tây Hoa Kỳ, và về đến Puget Sound ngày 10 tháng 7.
Chiếc thiết giáp hạm được cho đại tu tại xưởng hải quân ở đây; và sau các chuyến đi thử máy, nó lại khởi hành vào ngày 26 tháng 8 hướng đến Trân Châu Cảng. South Dakota lại thẳng tiến đến Ulithi, và khi đến nơi nó được bố trí vào Đội Đặc nhiệm 38.3; một trong số bốn đội đặc nhiệm hình thành nên Lực lượng Đặc nhiệm 38, lực lượng tàu sân bay nhanh chủ lực của hạm đội Thái Bình Dương. Lực lượng Đặc nhiệm 38 khởi hành vào ngày 6 tháng 10, và bốn ngày sau chúng tung ra các cuộc không kích nhắm vào Okinawa. Trong các ngày 12 và 13 tháng 10, các cuộc không kích tập trung vào các căn cứ và tàu bè tại Đài Loan. Ba trong số bốn đội đặc nhiệm, trong đó có đội của South Dakota, được cho rút lui và hoạt động tại khu vực phía Đông quần đảo Philippine cho đến ngày 24 tháng 12. Trong đợt này, các tàu sân bay đã tung các cuộc không kích vào các mục tiêu đối phương tại Manila và Luzon hỗ trợ cho cuộc đổ bộ lên Mindoro. Trong giai đoạn từ ngày 30 tháng 12 năm 1944 cho đến ngày 26 tháng 1 năm 1945, lực lượng tàu sân bay nhanh tiến hành không kích Đài Loan trong các ngày 3, 4, 9, 15 và 21 tháng 1; vào Luzon trong các ngày 6 và 7 tháng 1; Cape Saint Jacques và vịnh Cam Ranh vào ngày 12 tháng 1; Hong Kong và Hải Nam vào ngày 16 tháng 1; và xuống Okinawa vào ngày 22 tháng 1.
South Dakota hoạt động cùng các tàu sân bay nhanh trong các cuộc không kích xuống khu vực Tokyo vào ngày 17 tháng 2 năm 1945, và xuống Iwo Jima trong các ngày 19 và 20 tháng 2 để hỗ trợ cho cuộc đổ bộ tại đây. Tokyo trở thành mục tiêu tiếp theo vào ngày 25 tháng 2, và sau đó đến lượt Okinawa vào ngày 1 tháng 3. Sau khi được tiếp đạn tại Ulithi, các đội đặc nhiệm một lần nữa lên đường hướng về phía Chính quốc Nhật Bản, tấn công các mục tiêu tại Kobe, Kure thuộc Hiroshima và khu vực Kyūshū trong các ngày 18 và 19 tháng 3. Chúng tung ra các đợt không kích xuống Okinawa vào ngày 23 tháng 3; và vào ngày 24 tháng 3, chiếc thiết giáp hạm tham gia một nhóm hỏa lực tiến hành nả pháo xuống khu vực Đông Nam Okinawa. Nó lại gia nhập đội đặc nhiệm của mình, và sau khi ném bom xuống Okinawa, đã tấn công các sân bay đối phương ở phía Nam đảo Kyūshū vào ngày 29 tháng 3, rồi sau đó từ ngày 31 tháng 3 đến ngày 3 tháng 4, lại nhắm vào các mục tiêu tại Okinawa. Vào ngày 7 tháng 4, tất cả các tàu sân bay lại tung ra một đợt tấn công vào một hạm đội đối phương về phía Tây Nam Kyūshū, đánh chìm chiếc siêu thiết giáp hạm Nhật Bản Yamato cùng với một tàu tuần dương hạng nhẹ và bốn tàu khu trục.
South Dakota một lần nữa tham gia vào việc bắn phá bờ biển phía Đông Nam Okinawa vào ngày 19 tháng 4 hỗ trợ cho cuộc tấn công toàn lực của Quân đoàn 24 Lục quân Hoa Kỳ vào các phòng tuyến đối phương.
Trong khi được tiếp đạn từ chiếc tàu tiếp liệu Wrangell vào ngày 6 tháng 5 năm 1945, một thùng chứa thuốc nổ dung lượng cao dành cho pháo 406 mm (16 inch) phát nổ, gây ra một đám cháy và kích nổ thêm bốn thùng khác. Tháp súng số 2 được làm ngập nước và dập tắt được đám cháy, nhưng đã có ba người chết tại chỗ, tám người khác chết do thương tích trầm trọng và 24 người bị thương. Chiếc thiết giáp hạm bị buộc phải rút lui về Guam từ ngày 11 đến ngày 29 tháng 5 để sửa chữa, trước khi lên đường đi đến Leyte, và đến nơi vào ngày 1 tháng 6.

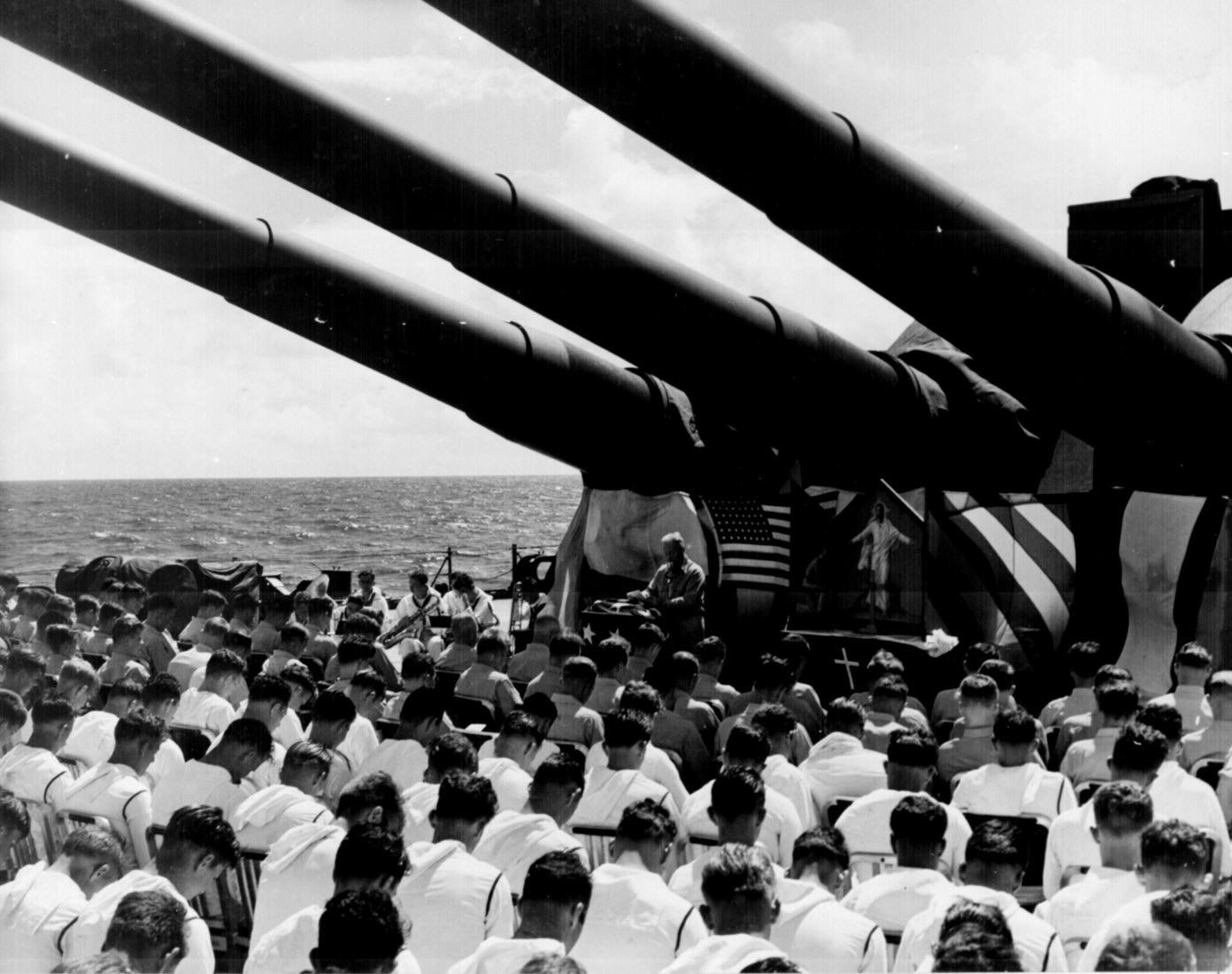
Ngày 1 tháng 7 năm 1944, Linh mục Tuyên úy Lindner cử hành nghi thức tưởng niệm những người hy sinh trong hoạt động tại đảo Guam

South Dakota rời Leyte ngày 1 tháng 7, hỗ trợ các tàu sân bay thuộc Đội Đặc nhiệm 38.1 trong nhiệm vụ không kích khu vực Tokyo vào ngày 10 tháng 7. Vào ngày 14 tháng 7, như một phần của nhóm bắn phá, chiếc thiết giáp hạm nả pháo vào Nhà máy thép Kamaishi tại Kamaishi trên đảo Honshū. Đây là cuộc tấn công bằng hải pháo lần đầu tiên nhắm vào các đảo chính quốc Nhật Bản. Từ ngày 15 đến ngày 28 tháng 7, South Dakota một lần nữa hỗ trợ cho các tàu sân bay khi chúng tiến hành không kích xuống Honshū và Hokkaidō. Trong đêm 29 tháng 7 rạng sáng ngày 30 tháng 7, nó tham gia bắn phá Hamamatsu trên đảo Honshū; và vào ngày 9 tháng 8, nhắm vào Kamaishi. Chiếc thiết giáp hạm hỗ trợ các tàu sân bay trong cuộc không kích phần phía Bắc đảo Honshū vào ngày 10 tháng 8, và tại khu vực Tokyo vào các ngày 13 và 15 tháng 8. Đây chính là hoạt động tác chiến cuối cùng của con tàu chiến, vì trong ngày hôm đó Nhật Bản chấp nhận đầu hàng vô điều kiện.
South Dakota thả neo tại Sagami Wan, Honshū, vào ngày 27 tháng 8 năm 1945; và tiến vào vịnh Tokyo vào ngày 29 tháng 8. Nó khởi hành rời vịnh Tokyo ngày 20 tháng 9, ghé qua Okinawa và Trân Châu Cảng trước khi về đến Bờ Tây Hoa Kỳ. Ngày 29 tháng 10, chiếc thiết giáp hạm di chuyển dọc bờ biển từ San Francisco, California đến San Pedro, California.

### Sau chiến tranh
South Dakota lên đường đi đến Bờ Đông Hoa Kỳ vào ngày 8 tháng 1 năm 1946, đi đến Philadelphia trải qua một đợt đại tu. Đến tháng 6, nó được phân về Hạm đội Dự bị Đại Tây Dương. Ngày 31 tháng 1 năm 1947, chiếc thiết giáp hạm được chính thức cho ngừng hoạt động; và nó ở trạng thái này cho đến khi được rút khỏi danh sách Đăng bạ Hải quân vào ngày 1 tháng 6 năm 1962. Ngày 25 tháng 10 năm 1962, chiếc tàu chiến kỳ cựu được bán cho Chi nhánh Lipsett thuộc hãng Luria Brothers & Company Inc., để tháo dỡ với giá 446.000 Đô la Mỹ. Một phần của thỏa thuận mua bán yêu cầu hãng Luria Brothers phải hoàn trả cho chính phủ các trang thiết bị trên chiếc USS South Dakota trị giá khoảng hai triệu Đô-la, bao gồm các tấm vỏ giáp nặng 6.000 tấn cho Ủy ban Năng lượng Nguyên tử Hoa Kỳ. Chiếc tàu chiến được lưu niệm tại Sioux Falls, Nam Dakota, nơi các bảng sự kiện và các hiện vật của con tàu được trưng bày trong một khoảng mô phỏng sàn chính của USS South Dakota.
South Dakota được tặng thưởng 13 Ngôi sao Chiến đấu do thành tích hoạt động trong Thế Chiến II.